# Beardstown
Beardstown is een plaats (city) in de Amerikaanse staat Illinois, en valt bestuurlijk gezien onder Cass County.

## Demografie
Bij de volkstelling in 2000 werd het aantal inwoners vastgesteld op 5766.
In 2006 is het aantal inwoners door het United States Census Bureau geschat op 5914, een stijging van 148 (2,6%).

## Geografie
Volgens het United States Census Bureau beslaat de plaats een oppervlakte van
8,9 km², waarvan 8,8 km² land en 0,1 km² water. Beardstown ligt op ongeveer 134 m boven zeeniveau.

## Plaatsen in de nabije omgeving
De onderstaande figuur toont nabijgelegen plaatsen in een straal van 24 km rond Beardstown.

## Geboren
- Red Norvo (1908 - 1999), vibrafonist